# Vallea
Vallea là một chi thực vật thuộc họ Elaeocarpaceae.

## Các loài
Bao gồm 2 loài cây gỗ sinh sống trong dãy núi Andes ở tây bắc Argentina, Bolivia, Colombia, Ecuador, Peru và Venezuela:
- Vallea ecuadorensis J.Jaram., 1988
- Vallea stipularis L.f., 1782